# 9 mm Federal
 (mars 2013).
Si vous disposez d'ouvrages ou d'articles de référence ou si vous connaissez des sites web de qualité traitant du thème abordé ici, merci de compléter l'article en donnant les références utiles à sa vérifiabilité et en les liant à la section « Notes et références ».
La cartouche de 9 mm Federal est une version du 9 mm Parabellum pour revolver avec un étui à bourrelet pour en faciliter l'éjection du barillet, commercialisée dans les années 1980. Seuls les Ruger GP100 et Charter Pit Bull  utilisèrent cette munition uniquement produite par la cartoucherie Federal.